# Ryszard Dawidowicz
Ryszard Dawidowicz (Stare Czarnowo, 11 de junio de 1960) es un deportista polaco que compitió en ciclismo en la modalidad de pista. Ganó una medalla de plata en el Campeonato Mundial de Ciclismo en Pista de 1985, en la prueba de persecución por equipos.
Participó en los Juegos Olímpicos de Seúl 1988, ocupando el quinto lugar en persecución individual y el séptimo lugar en persecución por equipos.

## Medallero internacional
| Campeonato Mundial | Campeonato Mundial | Campeonato Mundial | Campeonato Mundial          |
| Año                | Lugar              | Medalla            | Competición                 |
| ------------------ | ------------------ | ------------------ | --------------------------- |
| 1985               | Bassano ( Italia)  | Medalla de plata   | Persecución por equipos (A) |